# Carmilla
Carmilla es una novela corta gótica escrita por Sheridan Le Fanu en 1872. Se publicó en la colección In a Glass Darkly. Es una de las obras más tempranas de la literatura de vampiros, antecediendo 25 años a Drácula (1897) de Bram Stoker. Originalmente publicada como un serial en la revista literaria The Dark Blue (1871-1872), la historia es narrada por una joven que es víctima de una misteriosa vampiresa llamada Carmilla. La antagonista es el ejemplo prototípico de la vampiresa lésbica, expresando deseos románticos hacia la protagonista. La historia es con frecuencia incluida en antologías y ha sido adaptada muchas veces al cine y otros medios.

## Sinopsis

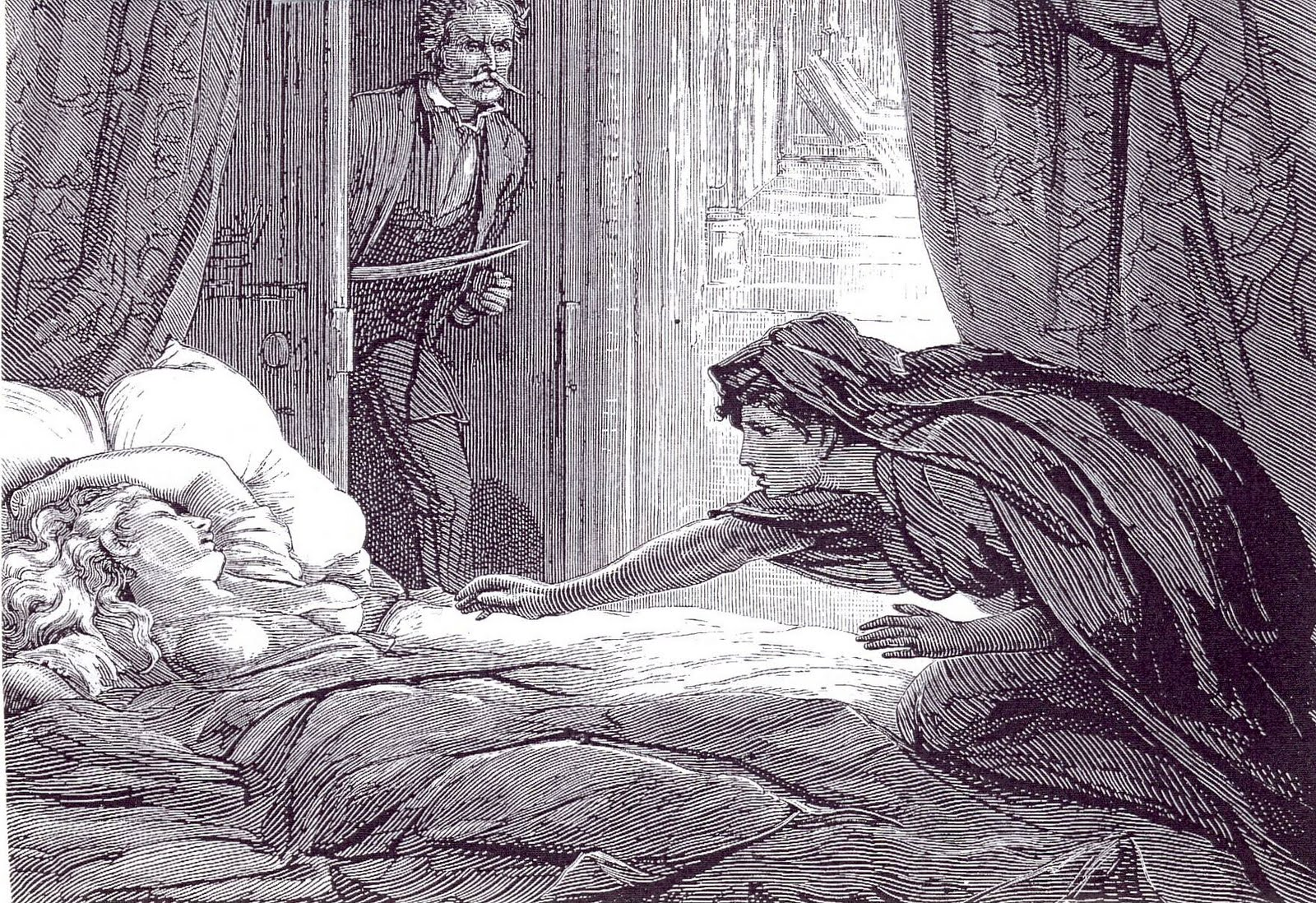
Ilustración de D.H. Friston de la primera publicación de Carmilla en la revista The Dark Blue en 1872.

La protagonista, Laura, narra cómo su vida pasa de plácida y tranquila a desconcertante y espantosa cuando aparece Carmilla, una joven hermosa y enigmática.  Laura es una joven que vive con su padre y unos criados en un antiguo castillo en las lejanías de Estiria (Austria). A menudo, recuerda cuando era una niña y estaba dormida en los brazos de una joven y se despertaba al sentir dos agujas en su pecho.
Su vida da un giro cuando, delante del castillo donde viven, el carruaje de una dama sufre un accidente, y su hija, que también viajaba en él, queda inconsciente. Como la dama no podía perder tiempo y debía seguir su viaje, la joven es recibida en el castillo Hollis hasta que su madre vuelva a buscarla. Laura y la joven, Carmilla, traban amistad, a pesar de que la nueva inquilina muestra rarezas en su comportamiento: se despierta después de mediodía y se encierra en su cuarto sin dar señales de estar en él. La narración toma un giro más oscuro cuando una serie de muertes misteriosas ocurren en el área circundante, cada víctima presenta síntomas similares.
Laura pronto se da cuenta de que Carmilla no es lo que parece. Se revela que la verdadera identidad de la mujer es descendiente de la infame condesa Karnstein, una criatura de la noche que se alimenta de la fuerza vital de las mujeres jóvenes. La historia culmina en una confrontación dramática y la destrucción final de la vampiresa. Después, el padre de Laura lleva a su hija a un viaje de un año por Italia para recuperar su salud y recuperarse del trauma, pero ella nunca lo logra del todo.

## Temas

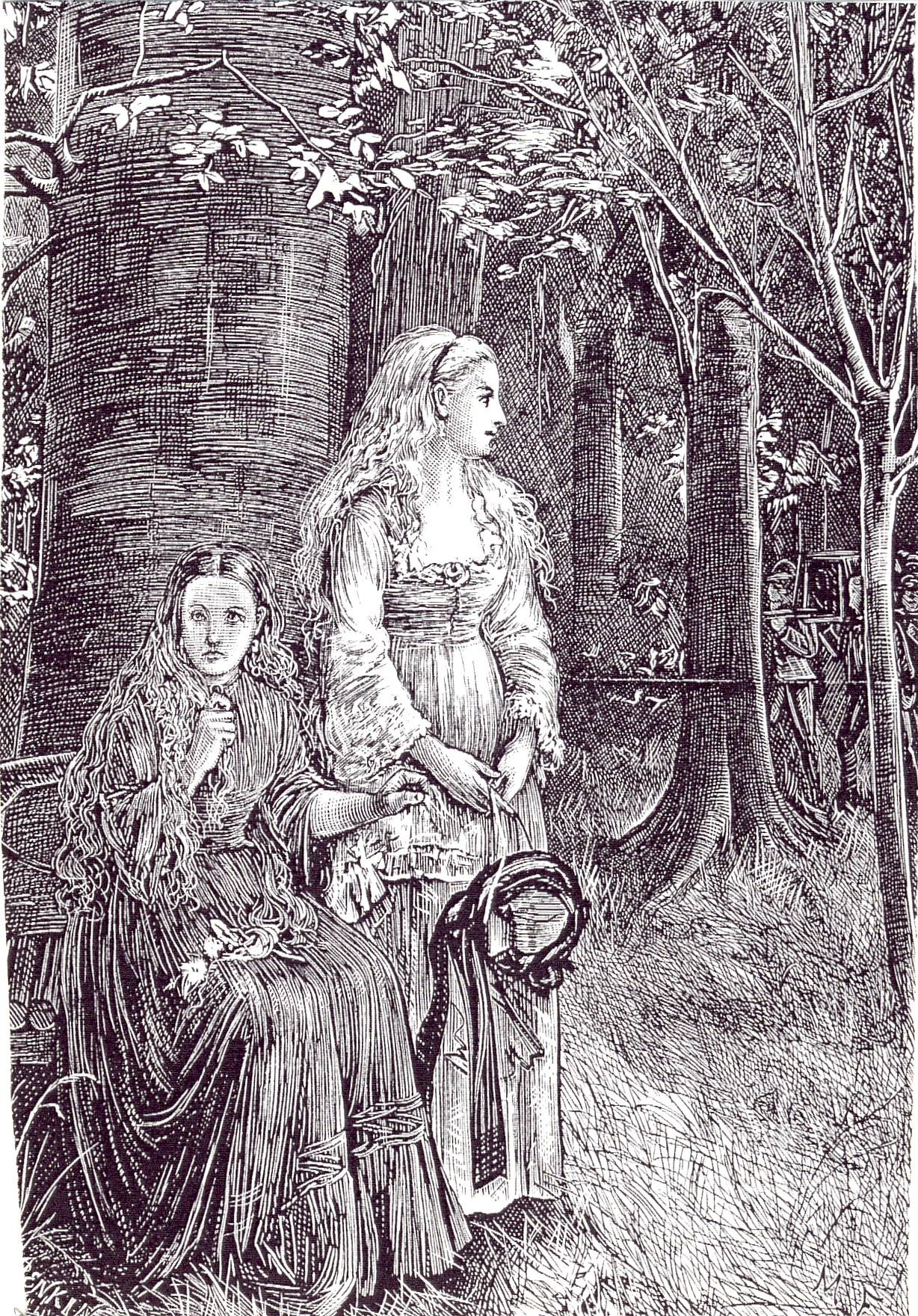
"Funeral": ilustración de Michael Fitzgerald. The Dark Blue.

La historia muestra muchas características del terror gótico, y resalta el estereotipo popular del vampiro y la perplejidad de los personajes frente a los sucesos sobrenaturales, y la aumenta hasta convertirse en éxtasis y terror a la vez.

También se debe destacar que la sutil influencia de contenido erótico, que se relaciona con los vampiros, es de carácter lésbico. Sheridan Le Fanu tomó ese tema, un tabú para la época, pero supo cómo plantearlo de tal forma que el lector se fuera acercando al tema. Esto es evidente en pasajes como el siguiente:
A veces, luego de un lapso de apatía, mi extraña y hermosa compañera solía tomar mi mano y retenerla con un cariñoso apretón reiterado una y otra vez; se ruborizaba suavemente, me miraba a la cara con ojos lánguidos y ardientes y respiraba tan rápido que su vestido ascendía y descendía al compás de la agitación. Se parecía a la pasión de un enamorado; me perturbaba sobremanera; era odioso y, sin embargo, arrollador; y con ojos empañados me estrechaba contra ella y sus cálidos labios cubrían mis mejillas de besos. En tales circunstancias susurraba casi sollozando:—Tú eres mía y serás mía, y tú y yo hemos de ser una sola para siempre. (Carmilla, Capítulo 4)

## Precursora en su género
Carmilla fue una de las primeras historias de vampiros escritas, precursora de muchas obras de éxito, como es el caso de Drácula de Bram Stoker, quien se basó en muchas características de Sheridan Le Fanu para escribir su obra.[cita requerida] Esto se resalta en el encuentro de Jonathan Harker con las vampiresas del castillo.
Casi todos los relatos de vampiros tienen la estructura básica de Carmilla, empezando por la parte del “ataque”, pasando a la “muerte–resurrección” por parte del vampiro, y finalmente a la parte de “caza–destrucción” donde la criatura es perseguida para destruirla.
Le Fanu se basó en la legendaria historia de la hermosa condesa Isabel Báthory ("la Condesa Sangrienta") para crear a la bellísima Carmilla (Condesa Mircalla): detalles como la descripción física de Carmilla, el oscuro carruaje en donde pasea por la noche para seducir a sus víctimas, su tutora (madre o tía) muy parecida a Dorottya Szentes y a Darvulia, o que Mircalla fuera la última de su dinastía maldita, ejemplos evidentes y similares entre historia real y literaria, al igual que los personajes reales y ficticios saficos, o la aparición del gato en ambos casos, ya que se decía que en el Castillo de Isabel Bathory había un ejército de diabólicos gatos negros que ella conjuraba, y adquiriendo, según se cuenta, la forma de éstos para atacar, tal como hace Carmilla.
Hay que hacer hincapié en el aspecto físico del personaje real y el literario: dama perteneciente a la alta nobleza, con un elegante porte que roza la melancolía, pelo negro, exquisitamente largo, grandes y oscuros ojos felinos llenos de misterio, boca roja sensual y menuda, y dedos como agujas.

## Adaptación a otros medios
Carmilla fue llevada al cine por primera vez como Vampyr, la bruja vampiro en 1932, por Carl Theodor Dreyer, siendo esta película una adaptación que sigue el estilo del libro completo A Glass Darkly, en el que se incluía Carmilla. 
En 1960 se estrenó la coproducción Et mourir de plaisir, dirigida por Roger Vadim, con Mel Ferrer (Leopoldo De Karnstein), Elsa Martinelli (Georgia Monteverdi) y Annette Strøyberg (Carmilla) como protagonistas.
Décadas después, Camillo Mastrocinque realizará otra adaptación, La maldición de los Karnstein (1964), y más adelante, de nuevo con los personajes de la novela, se construyó la llamada Trilogía de los Karnstein, formada por The Vampire Lovers (Las amantes vampiro) dirigida por Roy Ward Baker en 1970, Lust for a Vampire (Lujuria para un vampiro en España, Ataúd para un vampiro en Argentina) dirigida por Jimmy Sangster en 1971, y Twins of Evil (Drácula y las mellizas) dirigida por John Hough el mismo año.
En España, en 1972, el director Vicente Aranda realiza la película La novia ensangrentada, que también es una adaptación de esta novela. La película está protagonizada por Maribel Martín, Alexandra Bastedo y Simón Andreu. La impronta de Aranda llega hasta Quentin Tarantino, que pone el nombre de este film al capítulo 2 del Vol. I de Kill Bill.
La película mexicana Alucarda, la hija de las tinieblas (Juan López Moctezuma, 1978) está basada en la novela de Carmilla. La película causó controversia por sus escenas de gore y lesbianismo.
La historia de Carmilla también ha servido de base para la trama en la película cómica Lesbian Vampire Killers (Asesinos de vampiresas lesbianas), donde Carmilla es el enemigo principal.
En la cultura oriental, en el género del anime se halla la película Vampire Hunter D; Carmilla también fue un personaje en la serie Hellsing, y tuvo una breve mención en el manga Kuroshitsuji. 
En cómic, puede destacarse Carmilla. Nuestra Señora de los vampiros, realizada por los dibujantes españoles Isaac M. Del Rivero y Rafael Fonteriz, bajo guion del estadounidense Roy Thomas en 1999.
En videojuegos, en la saga de Castlevania Carmilla es un personaje recurrente, y aparece en diversas entregas como sirvienta del Conde Drácula y enemigo a vencer (en ocasiones llamada Camilla o Vampira). En Akumajō Dracula X: Rondo of Blood aparece acompañada por Laura, descrita como vampiresa menor y "sirvienta de Carmilla". En Castlevania Judgment, Carmilla es un personaje protagonista. En Castlevania: Circle of the Moon, Carmilla revive al Conde Drácula y se enfrenta al personaje protagonista Nathan Graves. En Castlevania: Lords of Shadow Carmilla es la "Señora oscura de los vampiros", una de los tres hermanos fundadores de la Hermandad de la Luz; Laura aparece como niña huérfana que vaga por el castillo asesinando intrusos y creando monstruos. 
En el videojuego Fate/Grand Order, hay un personaje jugable de la clase Assassin llamado Carmilla. En este juego, se asegura que ella es Isabel Báthory.
En música, la banda italiana de metal gótico Theatres des Vampires compuso la canción «Carmilla». Asimismo, el cantante japonés Kaya compuso su propia versión de «Carmilla».
En radio, en el programa de la radio española Historias de RNE se emitió una versión en teatro radiofónico que formó parte de la primera etapa del programa (enero-septiembre de 1997). Constó de siete partes, protagonizada por Pepa Terrón como Laura, Lourdes Guerras como Carmilla, Luis Alonso Carrasco como el padre de Laura, Natalia García como Madame Perrodon y Federico Volpini como el general Spieldorf.[cita requerida]
En internet, el canal Kinda TV realizó una adaptación de la novela de Le Fanu, convirtiéndola en una serie web. En esta, Laura es una chica universitaria a la cual le sorprende la inesperada desaparición de su compañera de cuarto Betty y el súbito reemplazo de esta por Carmilla, una bella chica a la que le gusta dormir durante el día, por lo cual decide investigar al respecto y documentarlo con una cámara web. La historia de la serie fue continuada en el largometraje de 2017 The Carmilla Movie.
En 2022 la editorial española Hela Ediciones publicó "Sed", un retelling de Carmilla escrito por Cristina B. Morales ambientado en Galicia.

## Traducciones al castellano
- Carmilla. Editorial Fontamara, Barcelona. 1980 (traducción de Emilio Olcina Aya). ISBN 8473671384.
- Carmilla. Editorial Edicomunicación, Madrid. 1996 (traducción de Alberto Laurent). ISBN 978987939679.
- Carmilla. Editorial Adriana Hidalgo Editora - Buenos Aires. 2007 (traducción de Virginia Erhart). ISBN 9789879396797.